# 癿藏镇
癿藏镇，是中华人民共和国甘肃省临夏回族自治州积石山保安族东乡族撒拉族自治县下辖的一个乡镇级行政单位。

## 行政区划
癿藏镇下辖以下地区：
旧城社区、红星村、纳莫沟村、学文村、旧城村、阴洼滩村、麻坝村、甘藏沟村、杨家岭村、吊地洼村和桥头村。